# Luca Palmiero
Luca Palmiero (ur. 1 maja 1996 w Mugnano di Napoli) – włoski piłkarz występujący na pozycji pomocnika we włoskim klubie Cosenza, którego jest wychowankiem. W trakcie swojej kariery grał także w takich zespołach, jak Paganese, Akragas, Pescara oraz Chievo. Młodzieżowy reprezentant Włoch.